# غاري بيل (لاعب كرة قاعدة)
غاري بيل (بالإنجليزية: Gary Bell) هو لاعب كرة قاعدة أمريكي، ولد في 17 نوفمبر 1936 في سان أنطونيو في الولايات المتحدة.

## وصلات خارجية
- غاري بيل على موقعبيزبول رفرنس.كوم (الدوري الرئيسي) (الإنجليزية)
- غاري بيل على موقعبيزبول رفرنس.كوم (الدوري الثانوي) (الإنجليزية)
- غاري بيل على موقع جمعية أبحاث البيسبول الأمريكية (الإنجليزية)
- غاري بيل على موقع مشجعي الرسوم البيانية (الإنجليزية)